# Sony Xperia 1 III
Sony Xperia 1 III  es un teléfono inteligente fabricado por Sony con sistema operativo Android. Diseñado para ser el nuevo buque insignia de la serie Xperia, el teléfono se anunció junto al Sony Xperia 5 III y el Sony Xperia 10 III el 14 de abril de 2021.
A pesar de no haber sido ampliamente lanzado todavía, el Xperia 1 III ha sido descrito por Engadget como una "carta de amor para los nerds de la fotografía" debido a las características de su cámara.
El Xperia 1 III mejora el diseño utilizado en su predecesor, el Sony Xperia 1 II. Ahora presenta un marco mate y biseles ligeramente más pequeños alrededor. El teléfono tiene protección Corning Gorilla Glass Victus en la parte frontal y Corning Gorilla Glass 6 en la parte posterior con un acabado de vidrio esmerilado, así como certificaciones IP65 e IP68 de resistencia al agua. La construcción tiene un par de biseles simétricos en la parte superior e inferior, donde se colocan los altavoces estéreo duales frontales y la cámara frontal. El lado izquierdo del teléfono contiene la bandeja de la tarjeta SIM y la ranura para tarjetas microSD, mientras que el lado derecho contiene un lector de huellas dactilares integrado en el botón de encendido, un control de volumen, un botón de acceso directo personalizable y un botón del obturador con unacabado en relieve .  Las cámaras traseras están dispuestas en una franja vertical como su predecesora. El teléfono estará disponible en tres colores: Frosted Black, Frosted Grey y Frosted Purple. 

## Hardware
El Xperia 1 III tiene un SoC Qualcomm Snapdragon 888 y una GPU Adreno 660, acompañados de 12 GB de RAM, 256 GB de espacio de almacenamiento (que se puede expandir hasta 1 TB a través de la ranura para tarjetas microSD ) y nano híbrido simple / doble. Ranura para tarjeta SIM según la región. El teléfono cuenta con una 21: 9, la primera pantalla OLED CinemaWide 4K HDR de 10 bits y 120 Hz del mundo en un teléfono inteligente. El teléfono tiene una batería de 4500 mAh y admite carga rápida de 30 W junto con carga inalámbrica Qicon soporte de carga inalámbrica inversa. El teléfono tiene altavoces estéreo duales frontales con soporte para 360 Reality Audio, que según Sony ahora es un 40% más alto que el predecesor. También hay un conector de audio de 3,5 mm en la parte superior al igual que su predecesor.
Las versiones de operador japonés del Xperia 1 III son compatibles con el estándar de pago móvil japonés Osaifu-Keitai junto con el estándar de tarjeta inteligente móvil desarrollado por Sony Mobile FeliCa , así como con NFC, sin embargo, a diferencia de la gran mayoría de los teléfonos Android el Xperia 1 III vendido en Japón, no es compatible con el estándar de televisión móvil 1seg. 

### Cámara
El teléfono tiene una configuración de cámara triple de 12 MP y un sensor iToF 3D en la parte posterior, y una cámara de 8 MP en la parte frontal. Las cámaras traseras comprenden la lente principal (24 mm f /1.7), la lente ultra gran angular (16 mm f /2.2) y el primer teleobjetivo de periscopio variable del mundo que puede cambiar entre 70 mm y 105 mm; todos ellos utilizan el revestimiento antirreflectante T✻ (T-Star) de ZEISS . El zoom digital ahora puede alcanzar el equivalente a 300 mm, en comparación con los 200 mm en el Xperia 1 II y 5 II con un nuevo algoritmo mejorado que Sony llama "zoom de súper resolución AI".  El teléfono todavía es compatible con 4Kgrabación de video de hasta 120 FPS y 2K de hasta 120 FPS como su predecesor. Sony introdujo "Realtime Tracking", que ahora permite a los usuarios tocar un tema y hacer que el teléfono lo rastree continuamente sin perder el enfoque de lo que es importante.

## Software
El Xperia 1 III ejecuta Android 11. También está equipado con un modo 'Photo Pro' desarrollado por la división de cámaras Sony α y un modo 'Cinema Pro' desarrollado por la división cinematográfica CineAlta. La antigua aplicación de la cámara se integró con 'Photo Pro' y se renombró como 'Modo básico'. Las actualizaciones se proporcionan por dos años.